# Wolne chwile
Wolne chwile – polski film obyczajowy z 1979 roku w reżyserii Andrzeja Barańskiego.

## Opis fabuły
Prowadzący studencki teatr reżyser Krzysztof Kwaśniewski (Krzysztof Majchrzak) chce wystawić nową, niekonwencjonalną sztukę pt. TWZ - Teatr Większego Zaufania, w której braliby udział także widzowie. Podczas prób zostają odsłaniane kolejne jej szczegóły, a tymczasem teatr wystawia poprzednie programy i boryka się z przeróżnymi trudnościami. Kwaśniewski rywalizuje o lokal z niejakim Banasikiem, który chce założyć kabaret. Młody reżyser mając poparcie rady uczelnianej zwycięża, lecz jest coraz bardziej niezadowolony z siebie i nie ma już serca do sztampy. Gdy zniechęca się również do TWZ, działacze studenccy i aktorzy proszą go, żeby został. Premiera nie dochodzi do skutku z powodów organizacyjnych. Wielka drewniana skrzynia, która stanowi element dekoracji, nie mieści się w drzwiach budynku teatralnego. Kwaśniewski niezrażony całą sytuacją proponuje, aby przerobić budę na wóz i założyć teatr wędrowny.

## Obsada
- Krzysztof Majchrzak - reżyser Krzysztof Kwaśniewski
- Franciszek Trzeciak - Juliusz, kierownik klubu Elipsa
- Krzysztof Kiersznowski - Mirek, kierownik teatru
- Andrzej Wasilewicz - Mikołaj, przewodniczący uczelnianej rady kultury
- Stanisław Banasiuk - Dymek
- Andrzej Szopa - Szczepan
- Mieczysław Hryniewicz - Kryspin
- Ewa Zdzieszyńska - bufetowa Ewa
- Jerzy Matula - Nalepa ze spółdzielni pracy Pracuś
- Jerzy Moniak - Banasik
- Halina Rasiakówna - Alicja
- Ludmiła Dąbrowska - Teresa
- Maciej Staszewski - kierownik spółdzielni
- Bogdan Kuczkowski - Edek
- Halina Buyno-Łoza - portierka
- Andrzej Polkowski - podróżny

i inni